# Barranc de les Fonts (Xeraco)
|  | Per a altres significats, vegeu «Barranc de les Fonts». |

Barranc de les Fonts és un barranc que discorre per una vall del terme de Xeraco (Safor). És el resultat de la unió de dos importants barrancs que s'endinsen quasi paral·lels en el massís del Mondúber i en direcció oest-est. Per causa de la gran superfície de llur conca de recepció, en moments de pluges torrencials, condueixen grans cabals, que van a parar a la marjal de Xeraco, fortament modificada durant el segle XX per l'activitat agrària. Aquest barranc suposa un obstacle per als mitjans de transport i comunicació paral·lels a la costa saforenca. L'autopista AP-7, La carretera N-332 i la via del ferrocarril de Rodalies RENFE València-Gandia, superen la rambla amb tres respectius ponts.